# Tathothripa abbreviata
Tathothripa abbreviata är en fjärilsart som beskrevs av W. Warren 1912. Tathothripa abbreviata ingår i släktet Tathothripa och familjen trågspinnare. Inga underarter finns listade i Catalogue of Life.